# Zsurk
Zsurk là một thị trấn thuộc hạt Szabolcs-Szatmár-Bereg, Hungary. Thị trấn này có diện tích 15,39 km², dân số năm 2010 là 723 người, mật độ 47 người/km².